# 蒲江港
蒲江港（かまえこう）は、大分県佐伯市蒲江町にある港湾である。

## 概要
大分県最南端の佐伯市蒲江町（旧南海部郡蒲江町）の蒲江湾の湾奥に位置する港で、屋形島、深島への定期航路が就航しているほか、消波堤が建設されて港内ではブリ・ハマチなどの魚類の養殖が行われている。
港則法適用港であり、港則法施行令では蒲江港の区域を「米搗鼻から雀研鼻まで引いた線及び陸岸により囲まれた海面」と指定している。
かつては、延豊汽船（後の日豊汽船）によって、本港と宮崎県延岡港との間に定期航路が開設されていた。
1960年（昭和35年）10月29日には、蒲江と名護屋を結ぶ定期船が蒲江港を出港直後、50m沖合で沈没。女子生徒5人死亡する事故が発生している。

## 定期航路
- 佐伯市営（えばあぐりいん）[5]
  - - 屋形島 - 深島（1日3往復、所要時間：屋形島まで約10分、深島まで約25分）[6][7]

## 灯台

### 蒲江港灯台
蒲江湾の東側湾口に位置する灯台である。

### 蒲江港防波堤灯台
蒲江港東側の防波堤の中央に位置する灯台である。